# Manuel Lanzarote Bruno
Manuel Lanzarote Bruno (Barcelona, 20 de gener del 1984), més conegut com a Lanza, és un exfutbolista professional català.

## Carrera esportiva
Després de militar a les categories inferiors del Barça i arribar fins i tot a jugar amb el segon equip, va fitxar per la Unió Esportiva Lleida la temporada 2005/2006, que és precisament l'any en què es va consumar el descens de l'equip lleidatà a Segona divisió B, on Lanzarote seguiria durant una temporada més.
La temporada 2006/2007 Lanza va fitxar pel Reial Oviedo, on tornaria a patir un descens, en aquest cas a la Tercera divisió espanyola. Després d'aquests dos fracassos, tot i així, la Unió Esportiva Sant Andreu es va fer amb els seus serveis, equip on va triomfar com a jugador i es va guanyar en gran manera l'estima de l'afició quadribarrada del Narcís Sala i va arribar a disputar dos Play off d'ascens seguits, essent l'últim el més dolorós, ja que no ho van aconseguir en l'última ronda, quan van jugar contra el FC Barcelona B i perdent per només un gol (1-0).
La temporada següent, el jugador barceloní va fitxar pel Club Esportiu Atlètic Balears, tot i que es va acabar desvinculant de l'entitat al pagar la seva clàusula de recissió, pactada amb el mateix club, i va acabar marxant a la SD Eibar, on va tornar a jugar un Play off d'ascens a Segona per tercer any consecutiu, perdent-lo una altra vegada.
Precisament l'equip que va eliminar l'Eibar en aquell Play off va ser el següent equip on jugaria Lanzarote: el Centre d'Esports Sabadell. Lanza va fitxar pel Sabadell la temporada 2011-2012, on hi passaria dues temporades, jugant a la Segona Divisió.
El 5 de febrer del 2013, es va filtrar la notícia que Manuel Lanzarote havia arribat a un acord per a les tres pròximes temporades amb el RCD Espanyol, ja que quedava lliure de fitxa al juny. El juny de 2013 fou finalment presentat com a nou jugador de l'Espanyol, amb l'oportunitat de, amb 29 anys, debutar a la primera divisió.